# Platycoccus tylocephalus
Platycoccus tylocephalus är en insektsart som beskrevs av Stickney 1934. Platycoccus tylocephalus ingår i släktet Platycoccus och familjen Halimococcidae. Inga underarter finns listade i Catalogue of Life.